# Cibões
Cibões is een plaats (freguesia) in de Portugese gemeente Terras de Bouro en telt 439 inwoners (2001).